# Ardoch
Ardoch és una població dels Estats Units a l'estat de Dakota del Nord. Segons el cens del 2000 tenia 61 habitants.

## Demografia
Segons el cens del 2000, Ardoch tenia 61 habitants, 18 habitatges, i 12 famílies. La densitat de població era de 90,6 hab./km².
Dels 18 habitatges en un 38,9% hi vivien nens de menys de 18 anys, en un 50% hi vivien parelles casades, en un 5,6% dones solteres, i en un 33,3% no eren unitats familiars. En el 27,8% dels habitatges hi vivien persones soles el 5,6% de les quals corresponia a persones de 65 anys o més que vivien soles. El nombre mitjà de persones vivint en cada habitatge era de 3,39 i el nombre mitjà de persones que vivien en cada família era de 4.
Per edats la població es repartia de la següent manera: un 45,9% tenia menys de 18 anys, un 1,6% entre 18 i 24, un 37,7% entre 25 i 44, un 9,8% de 45 a 60 i un 4,9% 65 anys o més.
L'edat mediana era de 28 anys. Per cada 100 dones de 18 o més anys hi havia 135,7 homes.
La renda mediana per habitatge era de 21.250 $ i la renda mediana per família de 23.750 $. Els homes tenien una renda mediana de 41.875 $ mentre que les dones 18.750 $. La renda per capita de la població era de 7.306 $. Entorn del 35,7% de les famílies i el 31,4% de la població estaven per davall del llindar de pobresa.

## Poblacions més properes
El següent diagrama mostra les poblacions més properes.